# Semen Nowikow
Semen Serhijowycz Nowikow (ukr. Семен Сергійович Новіков; ur. 11 grudnia 1997) – ukraiński, od 2023 roku bułgarski zapaśnik walczący w stylu klasycznym. Złoty medalista olimpijski z Paryża 2024 w kategorii 87 kg. Brązowy medalista mistrzostw świata w 2023 roku.
Mistrz Europy w 2020; drugi w 2025; trzeci w 2023. Trzeci w indywidualnym Pucharze Świata w 2020. Mistrz świata U-23 w 2018 i 2019 roku.